# Vochysia palmirana
Vochysia palmirana är en tvåhjärtbladig växtart som beskrevs av F. França och C. E. B. Proença. Vochysia palmirana ingår i släktet Vochysia och familjen Vochysiaceae. Inga underarter finns listade i Catalogue of Life.